# Arquidiocese de Daca
A Arquidiocese de Daca (em latim: Archidioecesis Dhakensis) é um território eclesiástico da Igreja Católica em Bangladesh.
A igreja matriz da arquidiocese e, portanto, sede do seu arcebispo é a Catedral de Santa Maria. Como o primeiro metropolitano em Bangladesh, é também o primaz desse país. Seu arcebispo atual é Bejoy Nicephorus D’Cruze, O.M.I.

## História
Foi erigido como Vicariato Apostólico de Bengala Oriental pelo Papa Pio IX, em 1850, tendo sido elevada ao posto de diocese em 1º de setembro de 1886, e renomeado como Diocese de Daca em 1887 foi elevada à categoria de arquidiocese metropolitana  pelo Papa Pio XII em 15 de julho de 1950, sendo suas sés sufragâneas: Diocese de Dinajpur, Diocese de Mymensingh, Diocese de Rajshahi, e Diocese de Sylhet.
O Papa João Paulo II rebatizou-a como Arquidiocese de Daca em 19 de outubro de 1982.

## Lista de Prelados
| #                   | Nome                                | Período    | Notas                                 |
| Arcebispos          | Arcebispos                          | Arcebispos | Arcebispos                            |
| ------------------- | ----------------------------------- | ---------- | ------------------------------------- |
| 6º                  | Bejoy Nicephorus D'Cruze, O.M.I.    | 2020-atual |                                       |
| 5º                  | Patrick Cardeal D' Rozario, CSC     | 2011-2020  |                                       |
| 4º                  | Paulinus Costa                      | 2005-2011  |                                       |
| 3º                  | Michael Rozario                     | 1977-2005  |                                       |
| 2º                  | Theotonius Amal Ganguly, CSC        | 1967-1977  |                                       |
| 1º                  | Lawrence Leo Graner, CSC            | 1950-1967  |                                       |
| Arcebispo-coadjutor |                                     |            |                                       |
|                     | Patrick D’Rozario, CSC              | 2010-2011  |                                       |
|                     | Theotonius Amal Ganguly, C.S.C.     | 1965-1967  |                                       |
| Bispo               |                                     |            |                                       |
| 8º                  | Lawrence Leo Graner, CSC            | 1947-1950  |                                       |
| 7º                  | Timothy Joseph Crowley, CSC         | 1929-1945  |                                       |
| 6º                  | Amand-Théophile-Joseph Legrand, CSC | 1916-1929  |                                       |
| 5º                  | Frederick Linneborn, CSC            | 1909-1915  |                                       |
| 4º                  | Peter Joseph Hurth, CSC             | 1894-1909  |                                       |
| 3º                  | Augustin Louage, CSC                | 1890-1894  |                                       |
| 2º                  | Giordano Balsiper, OSB              | 1878-1886  |                                       |
| 1º                  | Peter Dufal, CSC                    | 1860-1866  | Nomeado Vigário Apostólico de Calcutá |
| Bispo-coadjutor     |                                     |            |                                       |
|                     | Timothy Joseph Crowley, C.S.C.      | 1927-1929  |                                       |
| Bispo-auxiliar      |                                     |            |                                       |
|                     | Subroto Boniface Gomes              | 2024-      | Atual                                 |
|                     | Shorot Francis Gomes                | 2016-atual |                                       |
|                     | Theotonius Gomes, C.S.C.            | 1996-2014  |                                       |
|                     | Theotonius Amal Ganguly, C.S.C.     | 1960-1965  | Elevado a Arcebispo-coadjutor         |